# Basilique San Francesco d'Arezzo
Pour les articles homonymes, voir Basilique San Francesco.
La Basilique San Francesco (Basilica di San Francesco) d'Arezzo est une église, le deuxième édifice franciscain de la ville, réputé par le cycle de fresques de Piero della Francesca de La leggenda della Vera Croce dans la chapelle absidiale du chœur.

## Histoire
La première église Saint-François se trouvait hors des anciennes fortifications et devait être assez grande pour contenir une grande croix franciscaine peinte et un tableau de la Maestà de Guido da Siena. Pour se préserver des attaques et des dégradations, il fut décidé de construire pour accueillir la Maestà (maintenant dans un musée).
La communauté arétine par un acte concilaire de 1290, pria les moines d'édifier l'église intra muros. Le noble Ildino Cacciaconti offrit aux moines une maison qu'il ne pouvait plus habiter parce qu'il devait demeurer à Asinalonga (l'actuelle Sinalunga), après la bataille de Campaldino qui causa l'exil d'une partie des Guelfes.
Malgré le don de Monna Tessa au XIVe siècle pour le revêtement de la façade, la somme versée trop faible ne permit pas de dépasser le socle, demeuré comme témoignage de sa bonne volonté. Après une maladroite modification après 1870, remédiée ensuite vers 1990 sur plus de deux mètres de haut, la façade est restée ainsi, inachevée, sans autre modification, jusqu'à ce jour. 

## Architecture
La basilique date de la fin du XIIIe siècle. Elle est cependant refaite entre 1318 et 1377 sur un plan du moine Giovanni da Pistoia.
Le bâtiment est de style gothique, construit en pierre et en briques, à nef unique, avec des chapelles latérales seulement à gauche (dont une comprend une fresque de l'Annonciation de Luca Signorelli encore jeune, une autre le tombeau de François Roselli par Michele da Firenze (it) du XVe siècle et un crucifix du Maestro di San Francesco (contemporain de Cimabue). 
Le plan est en cabane, typique des ordres mendiants. 
Une deuxième église, construite dessous pour compenser la pente du terrain, comprend trois vaisseaux et sert aujourd'hui de musée.

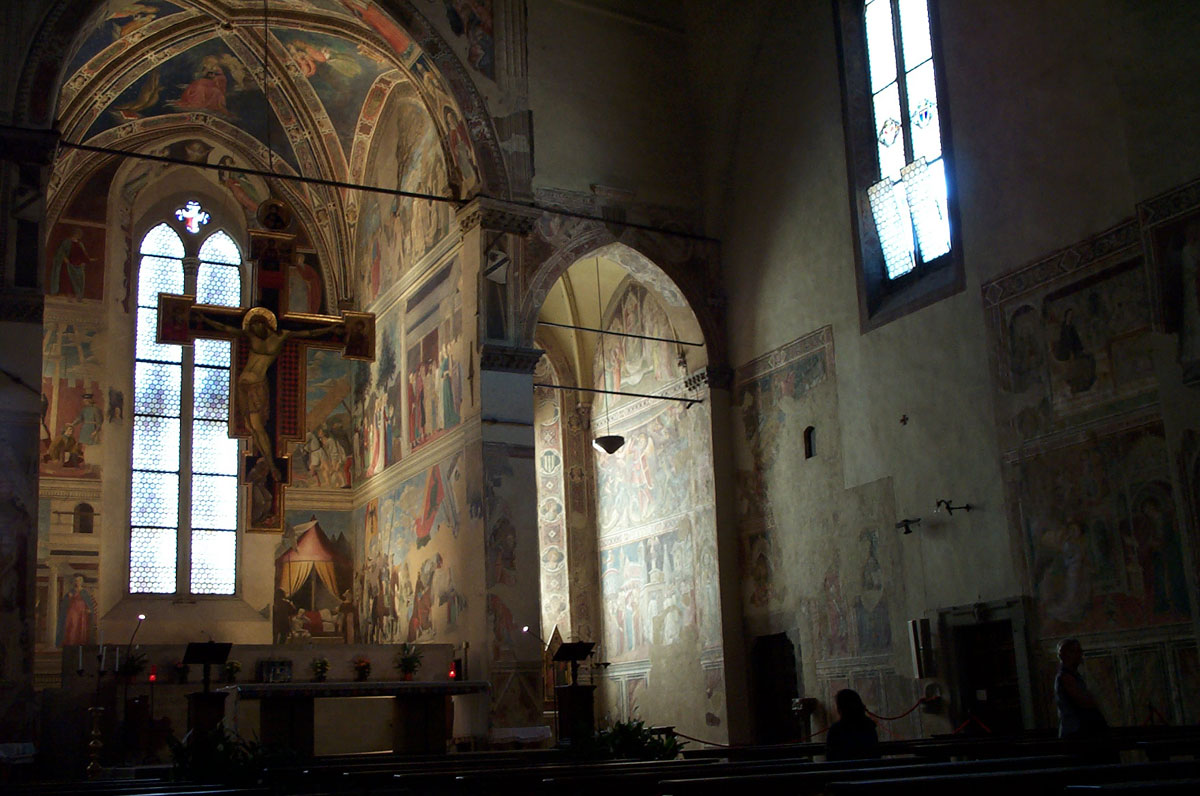
Les fresques de La Légende de la Vraie Croix

Le vitrail de la rosace est de Guillaume de Marcillat ; il date de 1524 et s'intitule Le pape Honorius III approuve l'indulgence de saint François d’Assise ; il comprend une représentation de Piero della Francesca, âgé, devenu presque aveugle.

### Fresques
Sur le mur droit de la nef se trouvent un édicule du Trecento et des fresques des XVe et XVe siècles dont une Annonciation de Spinello Aretino qui a exécuté également les fresques de la chapelle à droite du chœur. 
Le triptyque surmontant l'autel est de Niccolò di Pietro Gerini.
Dans la chapelle à gauche du chœur, on retrouve une Crucifixion d'Arentino. 
Sur la voûte du chœur, une fresque de Bicci di Lorenzo représente le Jugement universel.

La Légende de la Vraie Croix
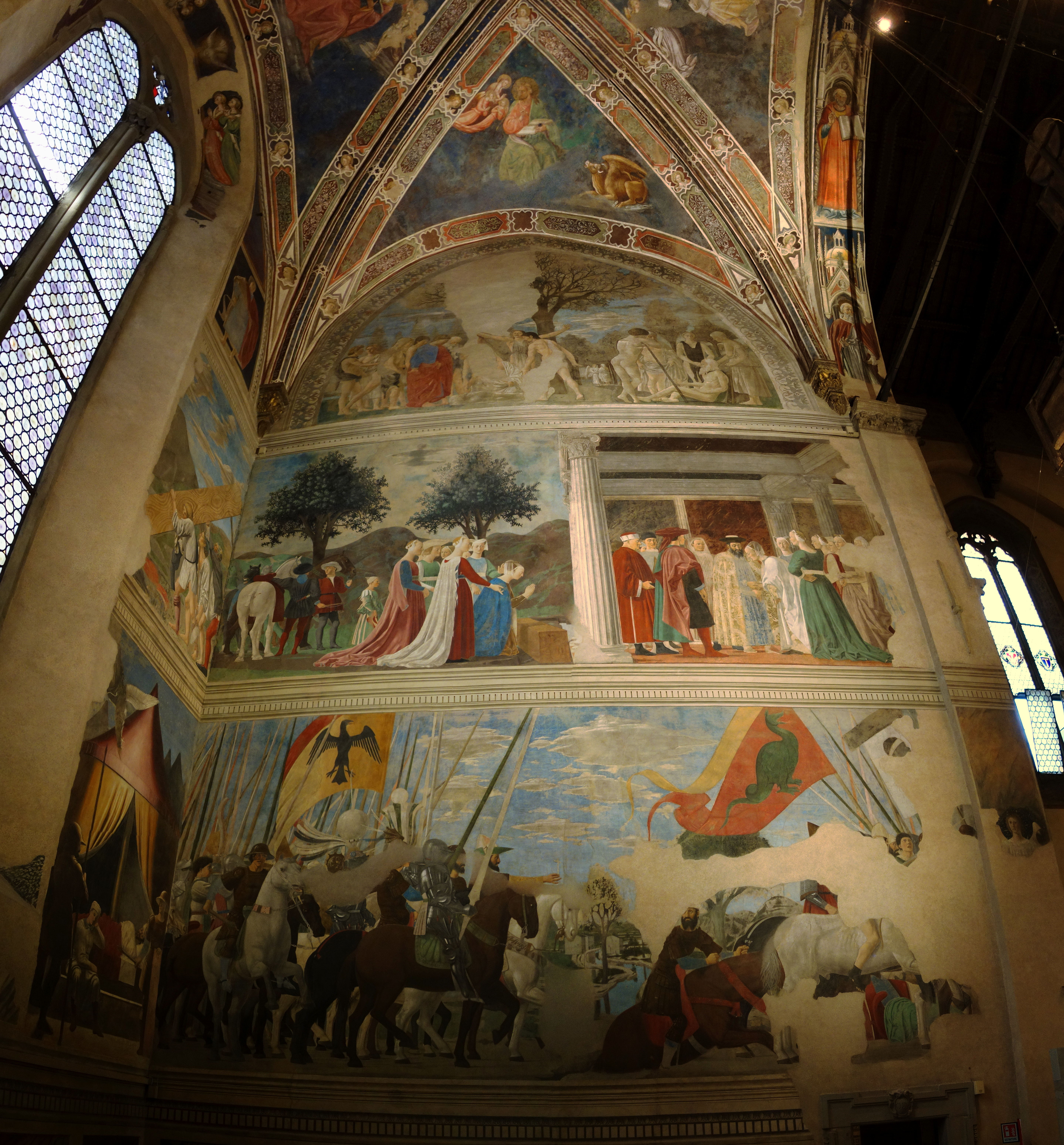
Fresque du mur droit
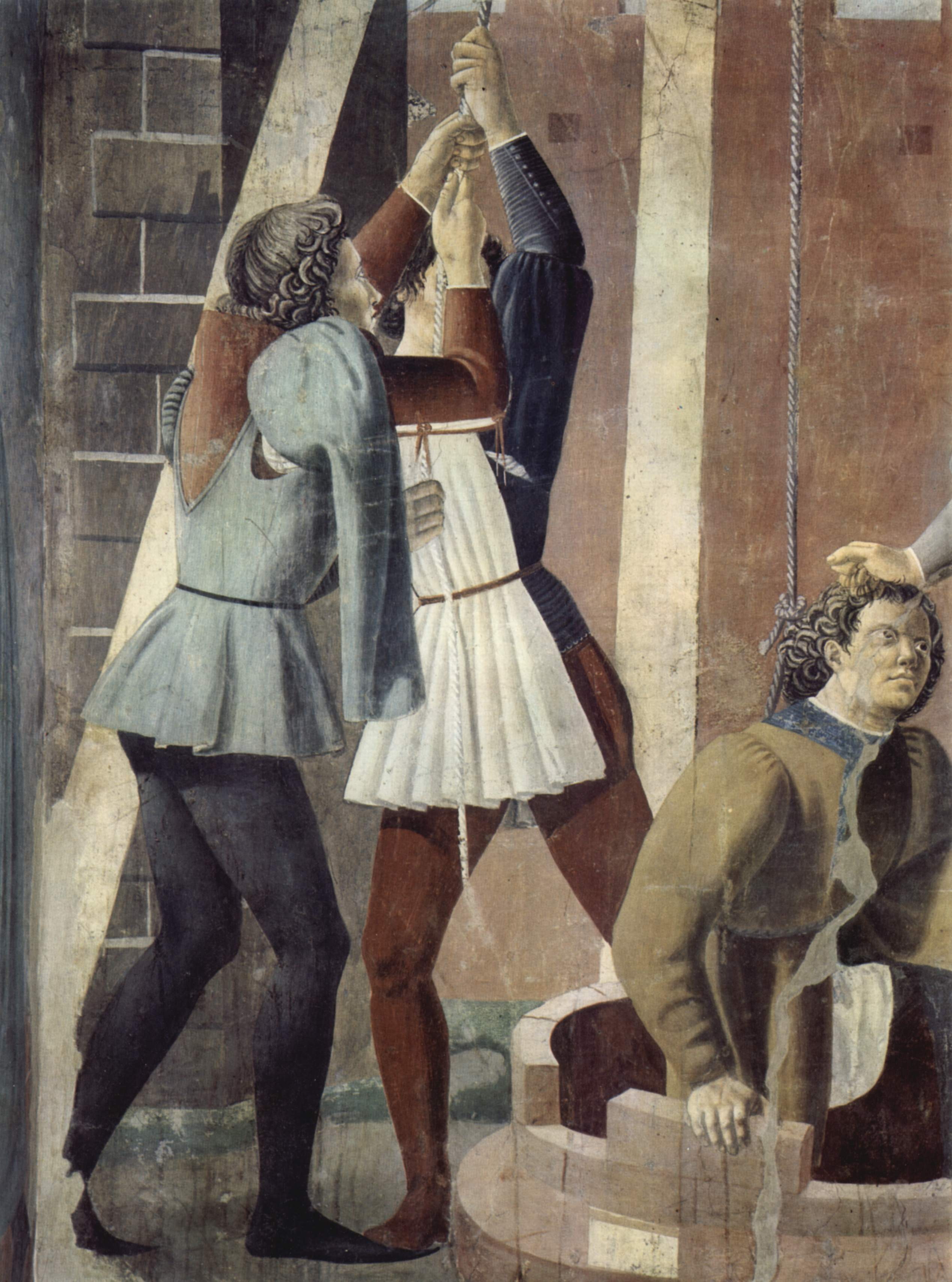
La Torture du juif

Les fresques du cycle de la Légende de la Vraie Croix (dont le tableau de La Torture du Juif) de Piero della Francesca, ont fait l'objet d'une restauration après 15 années de recherches et d’étude. Celle-ci a duré 10 ans, se terminant en 2000. Début 2016, une nouvelle intervention a été nécessaire (11 janvier-4 mars 2016) .

### Source et bibliographie
- Paolo Piazzesi, Arezzo, éditions RotalSele, 2007.